# Liolaemus josei
Liolaemus josei är en ödleart som beskrevs av  Fernando Abdala 2005. Liolaemus josei ingår i släktet Liolaemus och familjen Tropiduridae. Inga underarter finns listade i Catalogue of Life.